# Feliks Słotwiński
Feliks Słotwiński (ur. 17 maja 1788 we wsi Borowy, zm. 9 marca 1863 w Krakowie) – polski prawnik, profesor prawa Uniwersytetu Jagiellońskiego, poseł na sejm Wolnego Miasta Krakowa.

## Życiorys
Urodził się 17 maja 1788 we wsi Borowy w rodzinie Kazimierza i jego żony Franciszki z Dunin-Brzezińskich i miał młodszego brata Konstantego. Do szkoły chodził w Jaśle, a następnie ukończył gimnazjum w Tarnowie. W 1805 ukończył studia na wydziale filozoficznym akademii lwowskiej i w 1808 na wydziale prawnym Uniwersytetu Jagiellońskiego.
W 1809 powołany został na wykładowcę w szkołach krakowskich, a w 1811 otrzymał stopień doktora filozofii i rozpoczął nauczanie prawa w Szkole Głównej Krakowskiej. W następnym roku został profesorem prawa natury i ekonomii politycznej. Udzielał się w działalności publicznej i w latach 1817–1833 był posłem do sejmu Rzeczypospolitej Krakowskiej.
Brał czynny udział w pracach komitetu prawodawczego Rzeczypospolitej Krakowskiej, oraz był adwokatem skarbowym. W 1820 został wybrany dziekanem wydziału prawa na Uniwersytecie i sprawował tę funkcję przez trzy lata, w 1833 wybrany na dwa lata, w 1841 i 1845 na dwuletnie kadencje, oraz w latach 1847–1850.
Od 1816 należał do Towarzystwa Naukowego krakowskiego.
Żonaty był dwukrotnie: pierwszą żoną była Zofia Reinheim de Klum z którą miał pięć córek: Leonię, Aleksandrę, Teresę Dorotę, Emilię i Anielę; z drugiego małżeństwa z Teofilą Romer z Chyszowa h. Jelita miał dwie córki – Rozalię i Franciszkę oraz dwóch synów – Antoniego i Wiktora. Zmarł 9 marca 1863 w Krakowie i pochowany został na cmentarzu Rakowickim.

## Publikacje
Wykaz rozpraw i dzieł drukiem ogłoszonych:
1. De trisectione cujuscunque anguli. Cracoviae 1811,
2. Rozprawa o historyi prawa Natury i systemach różnych jego pisarzów. Kraków 1811,
3. Prawo Natury prywatne – Franciszka Zeillera w tłumaczeniu Felixa Słotwińskiego. Kraków 1813,
4. Źródła spokojności duszy – Michała Voigta w tłumaczeniu Felixa Słotwińskiego. Kraków 1814,
5. Rozprawa o metodzie matematycznej. Kraków 1815,
6. Rozprawa o potrzebie, prawnym początku i celu Rządów. Kraków 1815,
7. Dissertatio inauguralis de necessitate praescriptionum in statu civili. Cracoviae 1815,
8. Prawo Natury rządowe. Kraków 1815,
9. O istotnych zasadach nauki skarbowej. Kraków 1818,
10. Głos F. S. w Radzie Wielkiej Uniwersytetu Krakowskiego. Kraków 1821,
11. Prawo Narodów naturalne połączone z praktyką państw europejskich. Kraków 1822,
12. Prawo natury prywatne, połączone z uwagami nad prawem Rzymskiem, Kodexem galicyjskim i francuzkim, Kraków 1825,
13. Rozprawa o początkach i postępach w nauce prawa Natury, tudzież o istotnych różnicach między dawnym i dzisiejszym stanem tej umiejętności. Kraków 1825,
14. Rozprawa o temże dziele. Wrocław 1829,
15. Vindiciae juris naturae. 1830,
16. Rozprawa między O. Mateuszem Dominikaninem krakowskim i Felixem Słotwińskim Professorem Prawa Natury Uniwersytetu Jagiellońskiego. 1818,
17. De immunitate ecclesiastica. Craeoviae 1833,
18. Trzy poszyty pisma „Themis” z r. 1834 – 1836,
19. Ustawodawstwo Rzeczypospolitej krakowskiej od r. 1815 do r. 1836. Kraków 1836,
20. O jurysdykcyi cywilnej zewnętrznej. Kraków 1838,
21. O jurysdykcyi karnej zewnętrznej. Kraków 1838,
22. Institutiones juris ecclesiastici. Cracoviae 1839 – 1840. Tomów 2,
23. Rys postępowania cywilnego w Sądach W. M. Krakowa porównany z postępowaniem cywilnem w Sądach galicyjskich. Kraków 1844,
24. Uwagi nad sektą Rongego i Czerskiego. Kraków 1851,
25. O stanie prawnym włościan Okręgu krakowskiego. Kraków 1851,
26. Przekład ustawy sądowej dla Galicyi zachodniej z textu źródłowego niemieckiego na język polski,
27. Dzieje powszechnego Soboru Trydenckiego, streszczone przez F. S. Kraków 1857,
28. Wykład naukowy konkordatu między Jego Świątobliwością Piusem IX. i Jego C. K. Apostorską Mością Najjaśniejszym Franciszkiem Józefem Cesarzem Austryi d. 18 sierpnia 1855 r. w Wiedniu zawartego. Kraków 1858,
29. O początku i przedmiocie konkordatu z powołaniem ustaw zabezpieczających w Polsce całość religii św. katol. apost. rzymsk. i wolność innych wyznań chrześciańskich. Kraków 1858,
30. O Febronianizmie. Rozprawa czytana na posiedzeniu Towarzystwa Naukowego krakowskiego 1858 r. umieszczona w Roczniku w r. 1859.